# 米切爾縣 (堪薩斯州)
米切爾縣（英語：Mitchell County，縮寫MC）是美国堪薩斯州北部的一個縣，面積1,861平方公里。根據2020年美國人口普查估計，共有人口5,796人。縣治伯洛伊特 (Beloit)。該縣成立於1867年2月26日，縣政府於1870年成立；縣名紀念肯塔基第二騎兵團司令官威廉·D·米切爾（William D. Mitchell）。